# Martina Kempff

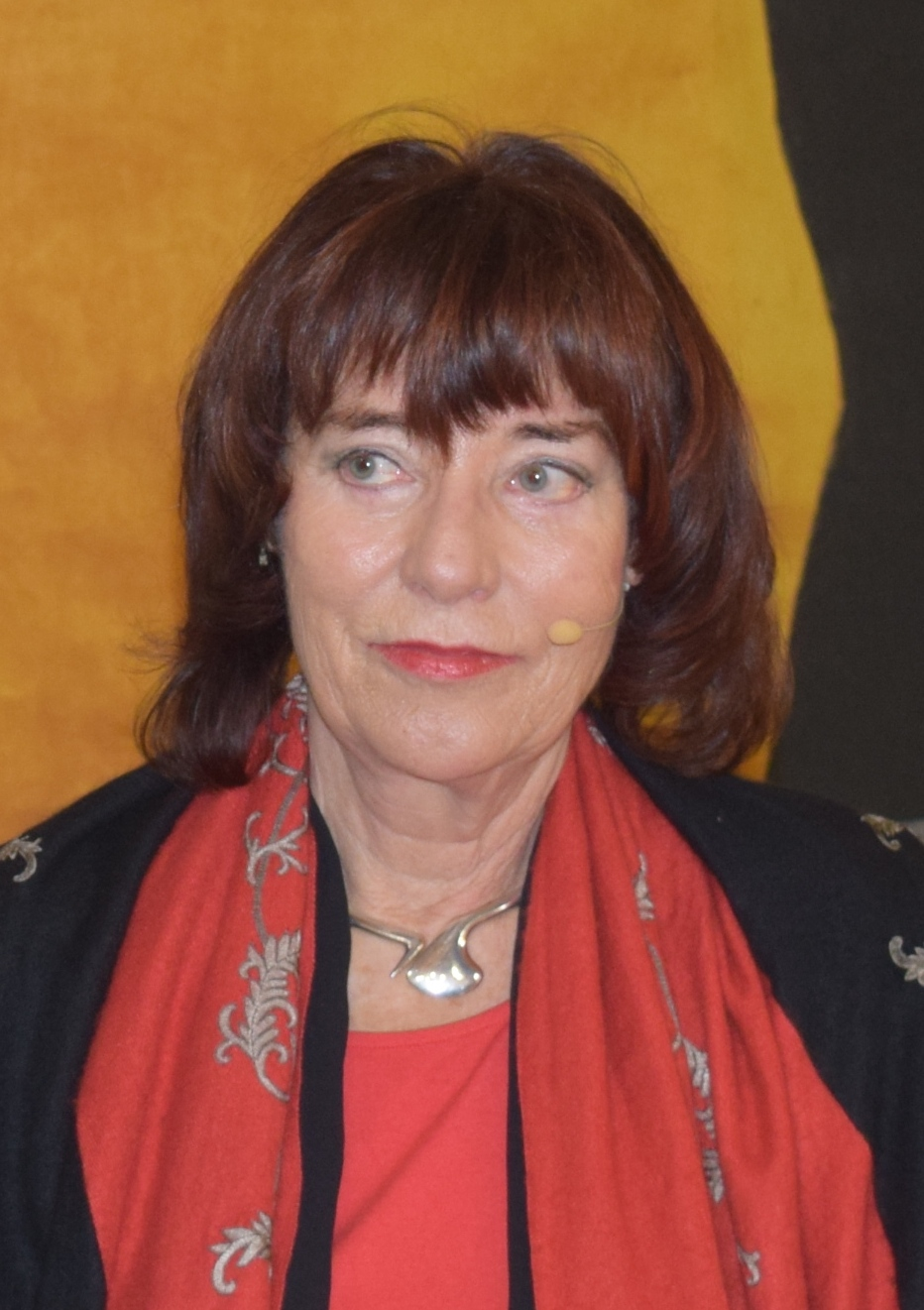
Martina Kempff

Martina Kempff (* 17. Mai 1950 in Stuttgart) ist eine deutsche Schriftstellerin und Übersetzerin. Sie schreibt vor allem historische Romane und Regionalkrimis aus der Eifel.

## Leben und Werk
Nach zahlreichen Wohnortwechseln bedingt durch die Diplomatentätigkeit ihres Vaters (sie lebte unter anderem in Bonn, San Francisco, Berlin und Helsinki) erlangte sie ihre Hochschulreife am Internatsgymnasium Schloss Plön. Anschließend erfolgte ein Volontariat in Neumünster und die Tätigkeit als Redakteurin beim Berliner Blatt Der Abend und bei der Berliner Morgenpost. Bei der Welt in Bonn und der Bunten in Offenburg war sie als Reporterin tätig.
Ihr Debüt als Schriftstellerin hatte Kempff 1998 mit Die Marketenderin; zahlreiche weitere Bücher folgten. Ihren historischen Roman Die Rebellin bewertete der Jugendschriftenausschuss Mittelfranken der Gewerkschaft Erziehung und Wissenschaft als empfehlenswert. 2007 hatte sie anlässlich ihrer historischen Romane zum Karolingerreich an der Seite von Johannes Fried einen Auftritt in einer Folge von Planet Wissen zu Karl dem Großen. 2020 gewann sie mit ihrem historischen Roman Die Gabe der Zeichnerin den Skoutz-Award in der Kategorie History.
Martina Kempff hat den größten Teil ihres Lebens im Ausland, vor allem in Griechenland und den Niederlanden, verbracht, wohnte sieben Jahre in der Eifel, was sie zu einer Serie von Eifelkrimis inspirierte, und lebt heute im Bergischen Land.

## Die Eifelkrimis
Schauplatz der Krimiserie ist der real existierende Ort Kehr in der Eifel. Während der westliche Teil zur Deutschsprachigen Gemeinschaft Belgiens gehört, liegt der nordöstliche Teil in Nordrhein-Westfalen, der Südosten in Rheinland-Pfalz. Die unterschiedlichen Zuständigkeiten der Behörden, die sich daraus ergeben, werden in jedem der Romane angesprochen, teilweise sind sie für den Verlauf der Handlung entscheidend.
So liegt das Restaurant der Protagonistin östlich der B 265 in Deutschland, ihr Haus auf der anderen Straßenseite in Belgien.
Hauptpersonen der Romane sind Katja Klein, eine ehemalige Redakteurin aus Berlin, die das Restaurant „Zur Einkehr“ geerbt hat, und Marcel Langer, Inspektor der belgischen Polizeizone Eifel. Zwischen den beiden entwickelt sich im Lauf der Jahre eine nicht immer leichte Beziehung.
Während Marcel äußerst verschnupft reagieren kann, wenn Ausländer die belgischen „Plaquen“ als Nummernschilder bezeichnen, ist es für Katja auch nach Jahren noch eine Herausforderung, dass die Eifler „holen“ anstelle von „nehmen“ sagen. Mit der Zeit kamen weitere Charaktere hinzu, zum Beispiel die Köchin Gudrun Arndt, das homosexuelle Paar Hein Mertes und Jupp Esch sowie David Quirk, ehemaliger Soldat der US Army.

## Werke
- Die Marketenderin. Historischer Roman. Piper, München 2008, ISBN 978-3-492-25162-4 (die Geschichte der Juliane Assenheimer und ihrer Teilnahme am Russlandfeldzug Napoleons).
  - Gänzlich überarbeitete Neuauflage mit angehängter Dokumentation: Die Marketenderin – Mit Napoleon in Russland. Ammianus Verlag, Aachen 2015, ISBN 978-3-945025-08-6.
- Die Rebellin von Mykonos. Historischer Roman. (früherer Titel: Die Rebellin). Piper, München 2007, ISBN 978-3-492-24956-0 (der Roman spielt während des griechischen Unabhängigkeitskrieges).
  - Gänzlich überarbeitete Neuauflage mit angehängter Dokumentation: Die Rebellin von Mykonos – der Traum vom freien Griechenland. Ammianus Verlag, Aachen 2016, ISBN 978-3-945025-42-0.
- Die Schattenjägerin. Das Leben der Jakoba von Bayern. Piper, München 2008, ISBN 978-3-492-25232-4.
  - Gänzlich überarbeitete Neuauflage mit angehängter Dokumentation: Die Schattenjägerin – das Schicksal der Jakoba von Bayern. Ammianus Verlag, Aachen 2017, ISBN 978-3-945025-62-8.
- Die Eigensinnige. Roman. Piper, München 2005, ISBN 3-492-24542-0 (früherer Titel: Die Frau, die nichts tut).
- Die Königsmacherin. Roman. Piper, München 2005, ISBN 3-492-24717-2 (der Roman handelt von der Mutter Karls des Großen).
- Die Beutefrau. Roman um die letzte Liebe Karls des Großen. Piper, München 2007, ISBN 978-3-492-25077-1.
- Die Welfenkaiserin. Historischer Roman. Piper, München 2008, ISBN 978-3-492-25397-0 (der Roman handelt von Kaiserin Judith und dem Erbe Karls des Großen).
- Die Kathedrale der Ketzerin. Historischer Roman über die Katharer und die französische Königin Blanka von Kastilien. Pendo, München 2010, ISBN 978-3-86612-253-6.
- Einkehr zum tödlichen Frieden. Ein Krimi aus der Eifel. Piper, München 2009, ISBN 978-3-492-05258-0.
- Pendelverkehr. Ein Eifel-Krimi. Piper, München 2010, ISBN 978-3-492-25833-3.
- Kehraus für eine Leiche. Ein Eifel-Krimi. Piper, München 2011, ISBN 978-3-492-25834-0.
- Knochen im Kehricht. Piper, München 2012, ISBN 978-3-492-30091-9.
- Die Gabe der Zeichnerin. Roman. Pendo, München 2013, ISBN 978-3-86612-366-3 (Karl der Große und das Geheimnis um den Bau des Aachener Doms).
- Bekehrung. Ein Eifel-Krimi. Piper, München 2014, ISBN 978-3-492-30365-1.
- Wiederkehr. Ein Eifel-Krimi. Piper, München 2015, ISBN 978-3-492-30601-0.
- Die Teufelsbraut zu Aachen. Meyer & Meyer, Aachen 2015, ISBN 978-3-89899-910-6.
- Kehrblechblues. Ein Eifel-Krimi. KBV-Verlag, Hillesheim 2016, ISBN 978-3-95441-317-1.
- Umkehrschuss. Ein Eifel-Krimi. KBV-Verlag, Hillesheim 2017, ISBN 978-3-95441-386-7.
- Messer, Gabel, Kehr und Mord, Ein Eifel-Krimi. KBV-Verlag, Hillesheim 2019, ISBN 978-3-95441-477-2.